# Сенсибілізація фотоматеріалів
Сенсибіліза́ція фотоматеріа́лів — підвищення їхньої загальної світлочутливості та розширення зони спектральної чутливості за межі природної для галогенідів срібла. Бромосрібні та йодосрібні желатинові фотоемульсії без сенсибілізації мають чутливість тільки в синьофіолетовій зоні видимого випромінювання і до ультрафіолетових променів. Хлоросрібні емульсії практично нечутливі до видимого випромінювання, реагуючи лише на ультрафіолетове. За допомогою сенсибілізації вдається досягти рівномірної чутливості до всього видимого спектру, і навіть до довгохвильового інфрачервоного випромінювання.
У деяких випадках поняття «сенсибілізація» використовують стосовно технології виготовлення деяких фотоматеріалів, на позначення стадії, на якій нечутливий до світла компонент стає світлочутливим. Це стосується навіть безсрібних фотографічних процесів, таких як ціанотипія, гуміарабіковий фотодрук та інші.

## Різновиди сенсибілізації
Розрізняють хімічну та оптичну сенсибілізацію.
Хімі́чна сенсибіліза́ція збільшує природну світлочутливість мікрокристалів галогеніду срібла, приводячи до підвищення загальної світлочутливості фотоматеріалу, практично не змінюючи його спектральну чутливість. Хімічна сенсибілізація, що застосовується в промисловому виробництві фотографічних матеріалів, як правило, відноситься до одного з трьох основних видів і різним їх сполученням:
- відновлювальна сенсибілізація;
- сірчиста сенсибілізація;
- золота сенсибілізація.

Також до хімічної сенсибілізації відносять низку інших експериментальних і рідко використовуваних методів: застосування солей важких металів, відмінних від золота; введення акцепторів галогенів та легування йонами домішок за допомогою бомбардування фотографічної емульсії на прискорювачах.
Процес хімічної сенсибілізації при промисловому виготовленні емульсій передбачає використання інертного желатину, щоб уникнути неконтрольованої випадкової сенсибілізації речовинами, що містяться в ній. У ряді випадків її проводять простим додаванням хімічного сенсибілізатора, але частіше цей процес поєднують з підігрівом емульсії, що називається другим (хімічним) дозріванням. Кількості хімічного сенсибілізатора, що додається, слід ретельно контролювати, оскільки їх перевищення, перегрів емульсії або занадто тривале хімічне дозрівання призведуть не до підвищення чутливості, а до її зниження і значного посилення вуалі. Оптимальна кількість сенсибілізатора становить близько 2·10−5 моль на 1 моль галогеніду срібла. Внаслідок хімічної сенсибілізації світлочутливість емульсії підвищується в кілька разів.
Опти́чна сенсибіліза́ція або спектра́льна сенсибіліза́ція крім надання фотоемульсії додаткової світлочутливості змінює спектральну світлочутливість. При цьому фотоматеріал стає чутливим до тих ділянок електромагнітного спектру, які на несенсибілізований галогенід срібла не чинять фотохімічної дії і не приводять до утворення прихованого зображення.
За оптичної сенсибілізації в емульсію в процесі її приготування вводять так звані оптичні сенсибілізатори: органічні барвники зі складною хімічною формулою, які мають смуги поглинання в довгохвильовій частині спектра, в якій галогеніди срібла не поглинають. Ці барвники адсорбуються на поверхні мікрокристалів галогенідів срібла у вигляді мономолекулярного шару.
Сутність оптичної сенсибілізації полягає в тому, що кванти світла, яких безпосередньо не поглинають мікрокристали галогенідів срібла, поглинає під час експонування барвник і при цьому енергія фотозбуджених молекул барвника передається кристалам галогеніду срібла, — електрон від збудженої молекули барвника відновлює йон срібла Ag+ у кристалічній ґратці галогеніду срібла до атома срібла, тим самим утворюючи в кристалі приховане зображення. У цьому процесі молекула барвника в свою чергу окислюється до відповідного галогеніду.
Оптична сенсибілізація не тільки розширює діапазон спектральної чутливості у бік довших хвиль, але й підвищує загальну світлочутливість фотоматеріалу. Так, для ізохроматичних фотоматеріалів, сенсибілізованих до світла з довжиною хвилі до 650 нанометрів, збільшення загальної світлочутливості становить 32 % за денного світла і 65 % за штучного освітлення лампами розжарення. Для надання рівномірної світлочутливості в різних ділянках спектру емульсію може бути додано кілька різних оптичних сенсибілізаторів із різними спектральними максимумами поглинання.

## Історична довідка

### Хімічна сенсибілізація
Точно датувати відкриття хімічної сенсибілізації складно, оскільки ранні роботи в цьому напрямі містять ключові деталі, важливі для розуміння проведеного процесу. 1864 року опубліковано дані, що речовини, які поглинають вільний йод, надають додаткової чутливості йодиду срібла, деякі пізніші роботи описують підвищення чутливості фотопластинок за допомогою обробки їх у відварі гірчичного насіння, але невідомо, чи застосовували для виготовлення цих пластинок желатин. Процес хімічного дозрівання, мабуть, став відомий від 1878 року, коли було описано підвищення чутливості фотографічних емульсій із пептизованим желатином, оскільки опис процесу включає прогрів емульсії.
Золота сенсибілізація — обробка галогенідів срібла під час виготовлення фотоматеріалів солями благородних металів, не обов'язково солями золота, попри назву процесу. Застосовують солі платини, іридію та золота. Із солей золота використовують роданіди, дитіоціаноаурати або сульфіти.
Золоту сенсибілізацію відкрив 1936 року співробітник фірми Agfa Р. Козловський, але відомості про неї довго не публікували у відкритій літературі.

### Оптична сенсибілізація
Природна чутливість галогенідів срібла обмежена синьою, фіолетовою та ультрафіолетовою ділянками оптичного випромінювання. Тому всі ранні фотографічні процеси спотворювали розподіл яскравості забарвлених об'єктів, звичний для безпосереднього зорового сприйняття. Жовті і червоні об'єкти виглядали на знімку чорними, а сині часто виходили майже білими без будь-яких деталей. У пейзажній та архітектурній фотографії це робило майже неможливим нормальне відображення неба і хмар. Зображення людського обличчя також виходило спотвореним: рожеві губи виходили занадто темними, а блакитні очі — майже білими. У фотографії з цим найчастіше мирилися, а в кінематографі застосовували спеціальний грим, наприклад, блакитну помаду для губ. Однак, принципово важливе значення вузька спектральна чутливість фотоматеріалів набувала за спроб отримання кольорових фотографій і кінофільмів. Труднощі реєстрації зеленого і червоного кольорів унеможливлювали повноцінний кольороподіл. Рівномірна чутливість до світла з різними довжинами хвиль була необхідна також у науковій фотографії, особливо таких її галузях, як спектрографія і астрофотографія. Тому відкриття 1873 року німецьким хіміком Германом Фогелем явища оптичної сенсибілізації стало величезним проривом, забезпечивши подальший розвиток фотографії.
Перші сухі колодієві фотопластинки, сенсибілізовані до зеленого світла еозином, створив 1875 року хімік Вотергауз. 1884 року аналогічного ступеня сенсибілізації на желатиносрібних фотоемульсіях, що отримав назву ортохроматичного, досяг Йосип Едер за допомогою еритрозину. Цей тип фотоматеріалів має чутливість до випромінювань із довжиною хвилі аж до 590 нм. Однак червоне світло є для них неактинічним. Повністю видимий спектр став доступним для реєстрації тільки після відкриття 1906 року Бенно Гомолкою сенсибілізатора пінаціанолу. Подальше просування до довгохвильової частини оптичного випромінювання пов'язане з розвитком аерофотографії, пік якого припав на Першу світову війну. Інфрачервоне випромінювання слабо поглинається і розсіюється пилом і туманом атмосфери, дозволяючи знімати з висот без втрати контрасту і деталізації. 1919 року в лабораторіях компанії Eastman Kodak синтезовано криптоціанін, який дозволив реєструвати ближній діапазон інфрачервоного випромінювання з довжиною хвилі до 800 нм. Через 6 років за допомогою неоціаніну цю межу вдалося відсунути до 1000 нм.
Поява в першому десятилітті XX століття панхроматичних фотоматеріалів не призвела до швидкого витіснення ортохроматичних, оскільки останні були дешевшими і дозволяли візуально контролювати процес проявляння за неактинічного червоного освітлення. Однак, до початку 1930-х років у фотографії та кінематографі переважна більшість знімань велася вже на панхроматичні негативні плівки. Проте, позитивні фотоматеріали, зокрема фотопапір, залишалися несенсибілізованими, оскільки це полегшувало їх лабораторну обробку, не впливаючи на тоновідтворення. Частина спеціалізованих фотоматеріалів, наприклад, фототехнічні плівки, залишилися ортохроматичними, що зручніше за їх експонування лампами розжарення з невеликим вмістом у випромінюванні синього кольору. При цьому можлива їхня обробка за темно-червоного неактинічного освітлення. Можливість сенсибілізувати фотоемульсію до випромінювань різного кольору дозволила реалізувати технології кольорової фотографії та кольорового кінематографу. Зонально-чутливі шари багатошарових кольорових фотоматеріалів реєструють різні ділянки спектру, виконуючи так званий внутрішній кольороподіл.

## Кольорочутливість
Ступінь сенсибілізації фотоматеріалу впливає на його кольорочутливість, для назв різних типів якої існують загальноприйняті терміни. Найбільшого поширення набули такі різновиди чорно-білих фотоматеріалів:

Криві спектральної чутливості фотоматеріалів із різною оптичною сенсибілізацією. 1 — несенсибілізовані; 2 і 3 — ортохроматичні ; 4 — ізохроматичні; 5 — панхроматичні ; 6 — ізопанхроматичні; 7 — інфрахроматичні; 8 — панінфрахроматичні

1. Несенсибілізовані - чутливі до ультрафіолетової, фіолетової і синьої ділянок спектра. Хлоросрібні фотоматеріали цього типу практично нечутливі до видимого випромінювання, реагуючи тільки на ультрафіолетове. Несенсибілізованими випускають більшість чорно-білих фотопаперів, а також плівки для радіографії. Лабораторна обробка можлива за світлого жовто-зеленого освітлення, неактінічного для таких фотоматеріалів.
2. Ортохроматичні — сенсибілізовані до зелених і жовтих променів з довжиною хвилі до 560 нм (ранні пластинки «Ортохром») або до 590 нм. Неактинічним для ортохроматичних фотоматеріалів є червоно-помаранчеве лабораторне освітлення.
3. Ізоортохроматичні — усунуто провал чутливості в діапазоні 400—590 нм[20].
4. Ізохроматичні — сенсибілізовані поліметиновими барвниками аж до 650 нм (помаранчеве)[21]. Відсутність сенсибілізації в ділянці 650—720 нм (темно-червоне) майже не відбивається на кольоротональній передачі, завдяки тому, що для ока цей діапазон виглядає дуже темним[22]. Тому ізохроматичні матеріали довгий час переважали в більшості видів чорно-білої фотографії, як негативні. Лабораторну обробку можна проводити за темно-червоного освітлення через світлофільтр № 208[23].
5. Панхроматичні — чутливі до всього (пан-) діапазону видимого світла. Ранні панхроматичні матеріали мали провал світлочутливості в ділянці зелених кольорів, що досягав приблизно 1,5 ступеня експозиції. Лабораторну обробку панхроматичних фотоматеріалів слід проводити в повній темряві або за слабкого темно-зеленого освітлення через світлофільтр № 170[23].
6. Ізопанхроматичні — панхроматичні з вирівняною чутливістю в зеленій ділянці. Більшість сучасних чорно-білих фотоемульсій для знімання виготовляють ізопанхроматичними. Обробка допускається тільки в повній темряві.
7. Інфрахроматичні — сенсибілізовані до інфрачервоного випромінювання (ІЧ) з довжиною хвилі до 1200 нм. Залежно від максимуму чутливості, маркування таких фотоматеріалів може містити цифру, відповідну довжині хвилі, наприклад «Інфрахром 800» або «Інфрахром 1000»[24]. Інфрахроматична емульсія має також природну чутливість до синьо-фіолетової ділянки видимого спектру. Обробка інфрахроматичних фотоматеріалів неприпустима поблизу джерел актинічного ІЧ випромінювання, наприклад нагрівальних приладів.
8. Панінфрахроматичні — сенсибілізовані до ІЧ і всього діапазону видимого світла.

Кольорові фотоматеріали складаються з кількох фотоемульсій, сенсибілізованих до різних ділянок видимого діапазону. Найчастіше верхній шар несенсибілізований і сприймає промені синього кольору. Жовтий фільтровий шар, розташований під верхньою емульсією, затримує синє світло, до якого чутливі середній ортохроматичний і нижній панхроматичний шари. Так досягається вибіркова чутливість трьох емульсійних шарів до ділянок спектра, відповідних основним кольорам. Внаслідок кольороподілу різною спектральною сенсибілізацією в різних шарах виходять три часткові зображення.

## Десенсибілізація
Зниження світлочутливості фотоматеріалу, що зазвичай використовується для запобігання вуалюванню лабораторним освітленням у процесі обробки називають десенсибілізацією. Для цього проводиться обробка в розчині спеціальної речовини – десенсибілізатора. Десенсибілізатори поділяють на хімічні, що знижують загальну світлочутливість, і десенсибілізатори-барвники, що знижують додаткову кольорочутливість, набуту за оптичної сенсибілізації.

## Гіперсенсибілізація
Обробка світлочутливого матеріалу до експонування, що змінює властивості фотографічного шару в бік покращення умов утворення прихованого зображення під час знімання. Найбільшого поширення набули способи гіперсенсибілізації, що полягають у купанні фотошару в розчині азотнокислого срібла і витримування в атмосфері водню. Особливості гіперсенсибілізації:
- Найбільшою мірою за гіперсенсибілізації змінюється додаткова світлочутливість, аніж власна.
- Досягнутий гіперсенсибілізацією ефект, як правило, зберігається протягом декількох годин, тому обробку здійснюють безпосередньо перед зніманням або між процедурою гіперсенсибілізації та експонуванням зберігають гіперсенсибілізований матеріал у прохолодному місці.
- Оскільки, на відміну від фотографічної емульсії, гіперсенсибілізація може відбуватися в різних, гірше нормованих умовах, вона часто дає нестабільні, погано відтворювані результати.

Ці проблеми обмежують застосування гіперсенсибілізації. Довгий час гіперсенсибілізацію масово застосовували для підвищення чутливості інфрачервоних плівок. Однак, у міру розвитку електронних світлочутливих елементів, досягнуто кращих результатів у цій ділянці спектру.